# تابع غیرجبری
تابع ترافرازنده یا تابع غیرجبری یا تابع متعالی (Transcendental function) تابعی است که در معادله‌ای چندجمله‌ای که ضریب‌های آن نیز چندجمله‌ای باشد، صدق نکند.
از نمونه‌های معروف تابع ترافرازنده تابع توابع نمایی، لگاریتمی و تابع‌های مثلثاتی است.
تابعی را که ترافرازنده نباشد تابع جبری می‌خوانند. به عبارت دیگر تابع ترافرازنده تابعی است که نمی‌توان آن را به صورت دنباله‌ای محدود، از عملیات ریاضیاتی از قبیل جمع، ضرب و استخراج ریشه‌ای بیان نمود.

## تعریف
به طورکلی، تابع تحلیلی (f(z با متغیر حقیقی یا مختلط z را ترافرازنده می گویند هرگاه مستقل جبری از z باشد. 